# Regelbau 603
La casemate de type Regelbau 603 est une casemate répondant au standard Regelbau. Sa mission est de servir d'abri pour deux véhicules blindés.
Elle a été construite pour la Heer.

## Construction
Sa construction nécessitait d'excaver 28 500 m3 de matériaux et de 1 150 m3 de béton.

## Architecture
L'ouvrage est composé de deux étages. L'étage supérieur accueillait 2 véhicules blindés, l'étage inférieur des réservoirs de carburants.

## Exemplaires
Environ 3 exemplaires de ces bunkers ont été construits pendant la Seconde Guerre mondiale.